# Liste des titres musicaux numéro un en France en 1991
Cette page liste les singles et les albums classés numéro un des ventes de disques en France par le Syndicat national de l'édition phonographique pour l'année 1991.
Le classement des singles est hebdomadaire, celui des albums est bimensuel.

## Classement des singles
| Semaine | Sortie       | Artiste                          | Titre                                  |
| ------- | ------------ | -------------------------------- | -------------------------------------- |
| 1       | 5 janvier    | François Feldman                 | Petit Frank                            |
| 2       | 12 janvier   | François Feldman                 | Petit Frank                            |
| 3       | 19 janvier   | Félix Gray et Didier Barbelivien | Il faut laisser le temps au temps      |
| 4       | 26 janvier   | Félix Gray et Didier Barbelivien | Il faut laisser le temps au temps      |
| 5       | 2 février    | Enigma                           | Sadeness (Part I)                      |
| 6       | 9 février    | Enigma                           | Sadeness (Part I)                      |
| 7       | 16 février   | Enigma                           | Sadeness (Part I)                      |
| 8       | 23 février   | Enigma                           | Sadeness (Part I)                      |
| 9       | 2 mars       | Enigma                           | Sadeness (Part I)                      |
| 10      | 9 mars       | Scorpions                        | Wind of Change                         |
| 11      | 16 mars      | Scorpions                        | Wind of Change                         |
| 12      | 23 mars      | Scorpions                        | Wind of Change                         |
| 13      | 30 mars      | Scorpions                        | Wind of Change                         |
| 14      | 6 avril      | Scorpions                        | Wind of Change                         |
| 15      | 13 avril     | Scorpions                        | Wind of Change                         |
| 16      | 20 avril     | Scorpions                        | Wind of Change                         |
| 17      | 27 avril     | Mylène Farmer                    | Désenchantée                           |
| 18      | 4 mai        | Mylène Farmer                    | Désenchantée                           |
| 19      | 11 mai       | Mylène Farmer                    | Désenchantée                           |
| 20      | 18 mai       | Mylène Farmer                    | Désenchantée                           |
| 21      | 25 mai       | Mylène Farmer                    | Désenchantée                           |
| 22      | 1er juin     | Mylène Farmer                    | Désenchantée                           |
| 23      | 8 juin       | Mylène Farmer                    | Désenchantée                           |
| 24      | 15 juin      | Mylène Farmer                    | Désenchantée                           |
| 25      | 22 juin      | Mylène Farmer                    | Désenchantée                           |
| 26      | 29 juin      | Les Inconnus                     | Auteuil, Neuilly, Passy (rap B.C.B.G.) |
| 27      | 6 juillet    | Les Inconnus                     | Auteuil, Neuilly, Passy (rap B.C.B.G.) |
| 28      | 13 juillet   | Les Inconnus                     | Auteuil, Neuilly, Passy (rap B.C.B.G.) |
| 29      | 20 juillet   | Lagaf'                           | La Zoubida                             |
| 30      | 27 juillet   | Les Inconnus                     | Auteuil, Neuilly, Passy (rap B.C.B.G.) |
| 31      | 3 août       | Lagaf'                           | La Zoubida                             |
| 32      | 10 août      | Lagaf'                           | La Zoubida                             |
| 33      | 17 août      | Lagaf'                           | La Zoubida                             |
| 34      | 24 août      | Lagaf'                           | La Zoubida                             |
| 35      | 31 août      | Lagaf'                           | La Zoubida                             |
| 36      | 7 septembre  | Lagaf'                           | La Zoubida                             |
| 37      | 14 septembre | Lagaf'                           | La Zoubida                             |
| 38      | 21 septembre | Lagaf'                           | La Zoubida                             |
| 39      | 28 septembre | Lagaf'                           | La Zoubida                             |
| 40      | 5 octobre    | Lagaf'                           | La Zoubida                             |
| 41      | 12 octobre   | Bryan Adams                      | (Everything I Do) I Do It for You      |
| 42      | 19 octobre   | Bryan Adams                      | (Everything I Do) I Do It for You      |
| 43      | 26 octobre   | Bryan Adams                      | (Everything I Do) I Do It for You      |
| 44      | 2 novembre   | Bryan Adams                      | (Everything I Do) I Do It for You      |
| 45      | 9 novembre   | Bryan Adams                      | (Everything I Do) I Do It for You      |
| 46      | 16 novembre  | Bryan Adams                      | (Everything I Do) I Do It for You      |
| 47      | 23 novembre  | Bryan Adams                      | (Everything I Do) I Do It for You      |
| 48      | 30 novembre  | Bryan Adams                      | (Everything I Do) I Do It for You      |
| 49      | 7 décembre   | Patrick Bruel                    | Qui a le droit                         |
| 50      | 14 décembre  | Patrick Bruel                    | Qui a le droit                         |
| 51      | 21 décembre  | Patrick Bruel                    | Qui a le droit                         |
| 52      | 28 décembre  | Patrick Bruel                    | Qui a le droit                         |

## Classement des albums
| Semaines | Sortie       | Artiste                  | Titre                         |
| -------- | ------------ | ------------------------ | ----------------------------- |
| 1 2      | 2 janvier    | Fredericks Goldman Jones | Fredericks Goldman Jones      |
| 3 4      | 16 janvier   | Fredericks Goldman Jones | Fredericks Goldman Jones      |
| 5 6      | 30 janvier   | Fredericks Goldman Jones | Fredericks Goldman Jones      |
| 7 8      | 13 février   | Fredericks Goldman Jones | Fredericks Goldman Jones      |
| 9 10     | 27 février   | Enigma                   | MCMXC a.D.                    |
| 11 12    | 13 mars      | Enigma                   | MCMXC a.D.                    |
| 13 14    | 27 mars      | Patrick Bruel            | Alors regarde                 |
| 15 16    | 10 avril     | Patrick Bruel            | Alors regarde                 |
| 17 18    | 24 avril     | Patrick Bruel            | Alors regarde                 |
| 19 20    | 8 mai        | Mylène Farmer            | L'Autre...                    |
| 21 22    | 22 mai       | Mylène Farmer            | L'Autre...                    |
| 23 24    | 5 juin       | Mylène Farmer            | L'Autre...                    |
| 25 26    | 19 juin      | Mylène Farmer            | L'Autre...                    |
| 27 28    | 3 juillet    | Mylène Farmer            | L'Autre...                    |
| 29 30    | 17 juillet   | Mylène Farmer            | L'Autre...                    |
| 31 32    | 31 juillet   | Mylène Farmer            | L'Autre...                    |
| 33 34    | 14 août      | Mylène Farmer            | L'Autre...                    |
| 35 36    | 28 août      | Mylène Farmer            | L'Autre...                    |
| 37 38    | 11 septembre | Mylène Farmer            | L'Autre...                    |
| 39 40    | 25 septembre | R.E.M.                   | Out of Time                   |
| 41 42    | 9 octobre    | Dire Straits             | On Every Street               |
| 43 44    | 23 octobre   | Dire Straits             | On Every Street               |
| 45 46    | 6 novembre   | Dire Straits             | On Every Street               |
| 47 48    | 20 novembre  | Jean Ferrat              | Dans la jungle ou dans le zoo |
| 49 50    | 4 décembre   | Patrick Bruel            | Si ce soir...                 |
| 51 52    | 18 décembre  | Patrick Bruel            | Si ce soir...                 |